# Near Infrared Camera and Multi-Object Spectrometer
La caméra et spectromètre NICMOS (Near Infrared Camera and Multi-Object Spectrometer) fonctionnant dans l'infrarouge proche a été mise en place en 1997 sur le satellite Hubble par l'équipage de la mission STS-82. Elle est utilisée pour observer les objets très lointains et en déterminer le spectre électromagnétique. Cet instrument ne fonctionne plus (2013) et les tentatives de réparation à distance ont été abandonnées à la suite d'une consultation de la communauté des utilisateurs car la fonctionnalité peut être prise en charge par la caméra à large champ WFC3.
Le NICMOS a été conçu à l'observatoire Steward de l'Université de l'Arizona aux États-Unis. Il a été construit par Ball Aerospace & Technologies. Il permet au satellite Hubble d'observer la lumière infrarouge ayant une longueur d'onde allant de 0,8 à 2,4 micromètres. Il contient trois détecteurs infrarouges fournissant une haute résolution (~ 0,1 seconde d'arc).
Lors de la réalisation des mesures infrarouges, il est nécessaire de garder les détecteurs infrarouges refroidis pour éviter d'avoir des interférences infrarouges provenant des émissions thermiques propres des instruments. C'est pourquoi la caméra dispose d'un système de refroidissement élaboré permettant d'éviter que les pièces ne surchauffent.
En 2009, une ancienne image de la caméra NICMOS a révélé une éventuelle exoplanète autour de l'étoile HR 8799. Elle se trouverait à environ 130 années lumière de la Terre.
En 2011, autour de la même étoile, quatre exoplanètes ont été rendues visibles sur une photo prise par le NICMOS en 1998 grâce à un traitement avancé de données.

## Source de la traduction
- (en) Cet article est partiellement ou en totalité issu de l’article de Wikipédia en anglais intitulé « Near Infrared Camera and Multi-Object Spectrometer » (voir la liste des auteurs).